# Индрениус, Бернгард Эммануилович
Бернгард (Борис) Эммануилович Индрениус (фин. Bernhard Indrenius; 16 января 1812 — 11 (23) октября 1884) — российский генерал от инфантерии, участник Крымской войны, помощник Финляндского генерал-губернатора.

## Биография
Родился 16 января 1812 года, сын финляндского домпробста Выборгской губернии.
Образование получил в Финляндском кадетском корпусе, по окончании которого вступил в службу в 23-ю артиллерийскую бригаду 22 января 1829 года.
В 1834 году окончил курс наук в Императорской военной академии; 27 октября 1835 года переведён в Генеральный штаб; в 1837—1849 годах был адъютантом штаба, а в 1855 и 1856 годах начальником штаба отдельного Кавказского корпуса, в 1849—1853 годах заведовал штабом командующего войсками в Прикаспийском крае. 1 октября 1852 года произведён в генерал-майоры.
В течение службы на Кавказе он участвовал во множестве дел с горцами и с турками и получил несколько наград, в том числе в 1848 году золотое оружие с надписью «за храбрость»; 26 ноября 1850 года награждён орденом Св. Георгия 4-й степени (№ 8389 по кавалерскому списку Григоровича — Степанова) за беспорочную выслугу 25 лет в офицерских чинах.

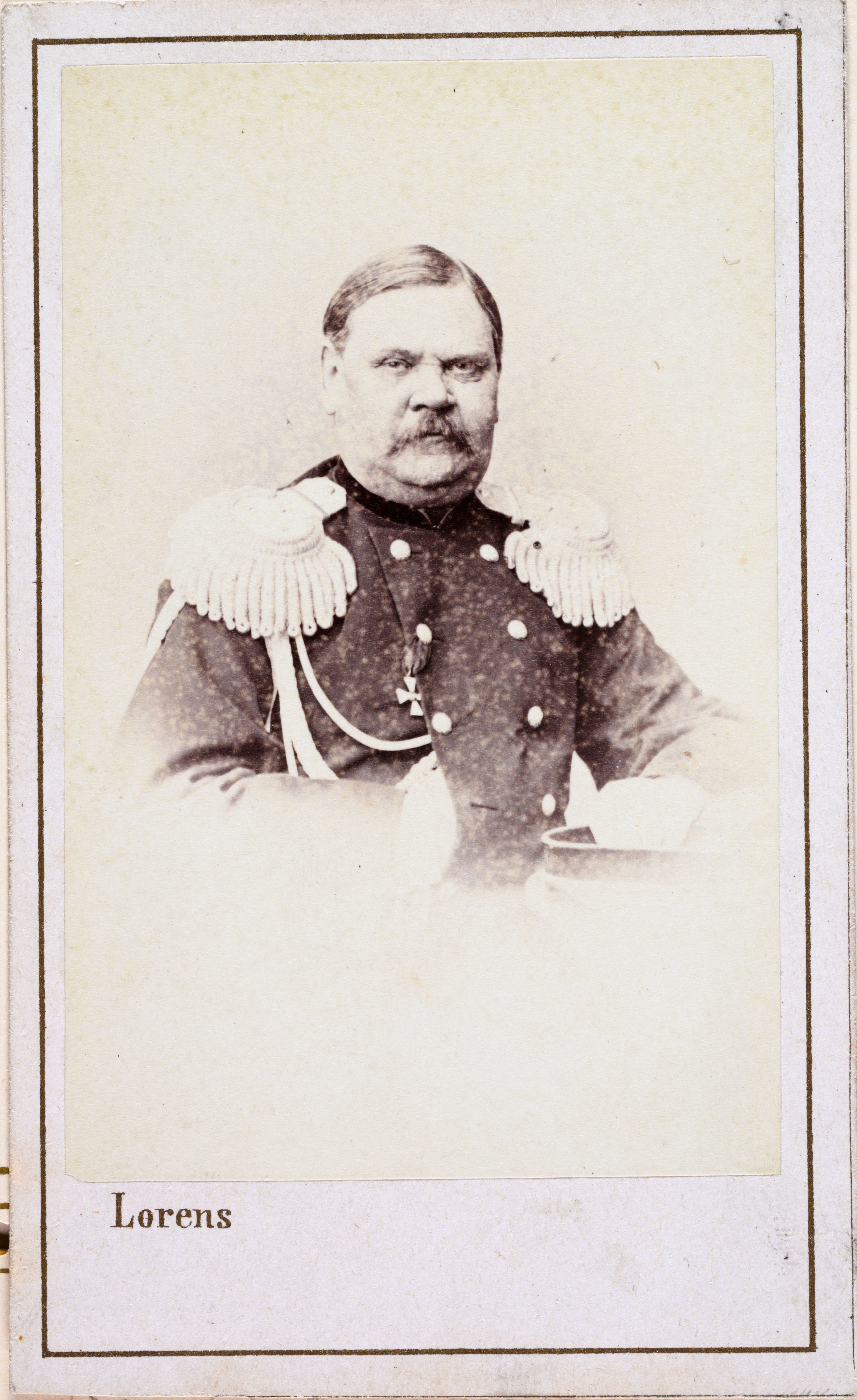

С начала Крымской войны находился в действующей на Кавказе армии, в 1853 году за отличие в сражении с турками у Башкадыклара награждён орденом Св. Станислава 1-й степени и в 1855 году получил орден Св. Анны 1-й степени (императорская корона и мечи к этому ордену были пожалованы в 1856 году); в 1857 году получил аренду на 12 лет, а по окончательном покорении Кавказа в 1868 году — 2000 десятин в Кубанской области.
10 ноября 1856 года Индрениус был назначен Санкт-Михельским, а 18 декабря Выборгским губернатором; 25 февраля 1866 года в чине генерал-лейтенанта (произведён 16 декабря 1862 года) он был назначен сенатором в финляндский сенат, а на следующий день — вице-канцлером Императорского Александровского университета в Гельсингфорсе (1866—1869). Оставаясь в этих званиях до выхода в отставку, Индрениус кроме того был назначен в 1871 году председателем комиссии для введения в Финляндии общей воинской повинности и 22 марта 1873 года — исправляющим должность помощника Финляндского генерал-губернатора и командующего войсками Финляндского военного округа.
16 апреля 1878 года произведён в генералы от инфантерии, 5 июля 1876 года получил орден Св. Александра Невского бриллиантовыми знаками; 28 марта 1871 г. он был возведён с потомством в баронское достоинство Великого княжества Финляндского; 18 июня 1881 года был отчислен от занимаемых должностей, а 19 февраля 1882 года по слабости здоровья вовсе уволен от службы. Среди прочих наград он имел ордена Св. Владимира 2-й степени с мечами (1859 год) и Белого Орла (1866 год).
Скончался 11 (23) октября 1884 года в Санкт-Петербурге.